# Zeppola

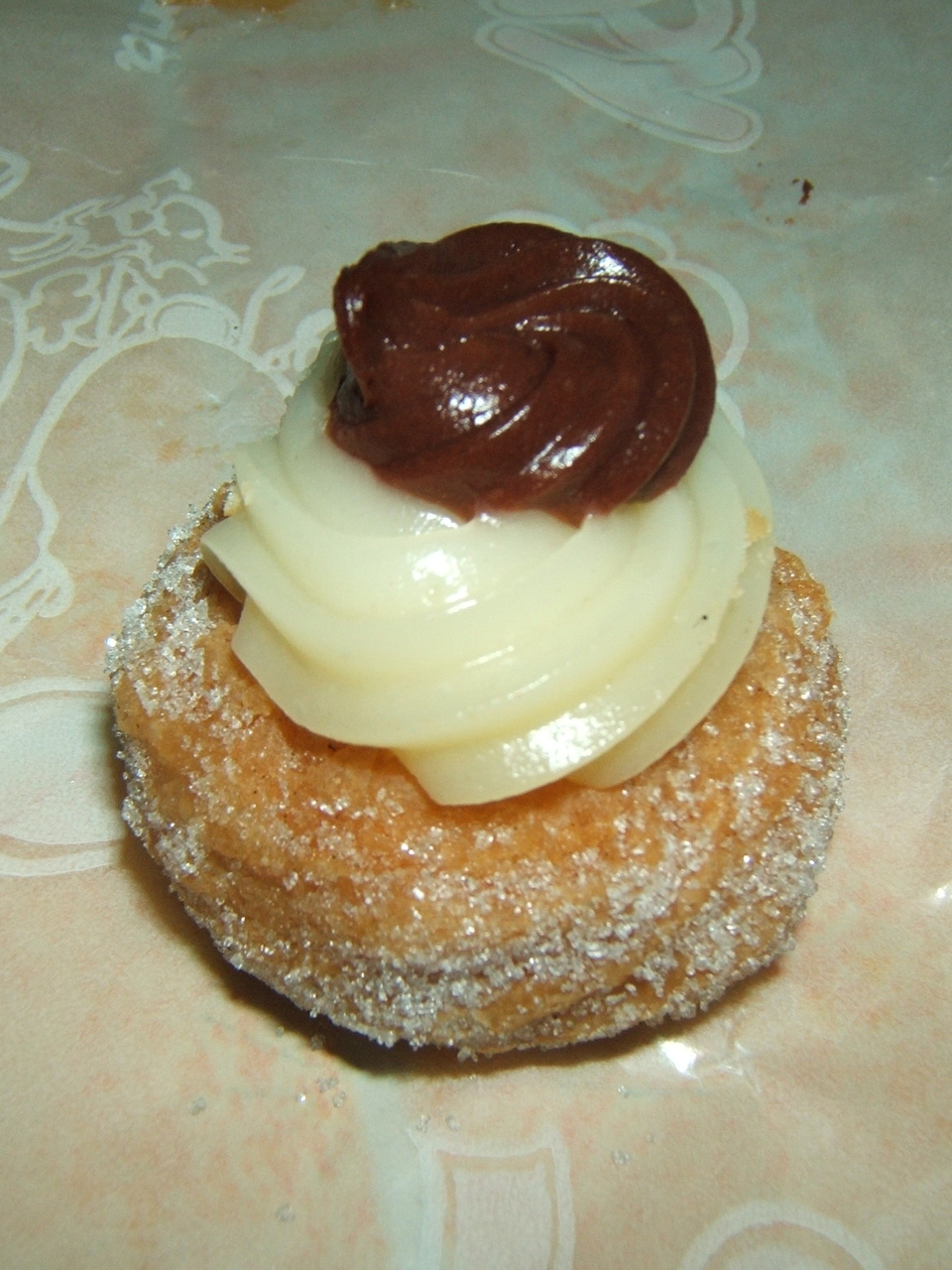
Mini zeppola

A zeppola vagy   zeppola di San Giuseppe egy jellegzetes dél-olasz édesség, igen kedvelt a Vezúv környékén.  
Általában San Giuseppe ünnepekor (március 19.) készítik. Alapanyagai: liszt, cukor, vaj, olívaolaj, tojás. A nápolyi hagyomány szerint két fajtája létezik: az olajban és a sütőben sült. A zeppola alakja kerek, középen lyukas, krémmel bevont, esetleg meggyel díszített, és porcukorral van megszórva. 